# Electronics City
Electronics City, ofta kallat Electronic City, är ett område i den sydöstra delen av Bangalore, i den indiska delstaten Karnataka. Det är en av Indiens största elektroniska företagsparker och täcker drygt en kvadratkilometer. Området är indelat i tre zoner som kallas faser, Phase I, Phase II och Phase III. Initiativtagare till Electronics City var Keonics, Karnataka Electronics.
Bland de företag som har verksamhet i Electronics City återfinns bland annat Bosch, Wipro, Tech Mahindra, Hewlett-Packard, Infosys, HCL Technologies, Patni Computer Systems, CGI, Siemens, Tejas Networks, Yokogawa Electric, Genpact, Intel och Tata Consultancy Services.

## Hosur Road Elevated Expressway
I januari 2010 öppnade en femfilig, nästan tio kilometer lång upphöjd betalmotorväg, Hosur Road Elevated Expressway, från Silk Board Junction till Electronics City. Det är den längsta upphöjda statliga vägen i Indien, och längs den har ett antal stora IT-bolag kontor, liksom visningsrum för biltillverkare. När vägen skapades minskade trafiken på den gamla Hosur Road så mycket att det märkbart minskade antalet döda.